# Флаг Тазовского
Флаг муниципального образования посёлок Тазовский Тазовского района Ямало-Ненецкого автономного округа Российской Федерации является опознавательно-правовым знаком, служащим официальным символом муниципального образования.
Флаг утверждён 25 февраля 2009 года как флаг муниципального образования посёлок Тазовский (наделённого статусом городского поселения) и внесён в Государственный геральдический регистр Российской Федерации с присвоением регистрационного номера 4852.
Законом Ямало-Ненецкого автономного округа от 6 декабря 2012 года № 123−ЗАО муниципальное образование посёлок Тазовский наделено статусом сельского поселения.

## Описание
«Прямоугольное голубое полотнище с отношением ширины к длине 2:3, с белой волнистой полосой вдоль нижнего края (шириной в 1/9 ширины полотнища) и с изображением фигур герба — стилизованного жёлтого солнца и белого элемента национального орнамента („рога“) на голубой части полотнища».

## Обоснование символики
Флаг разработан на основе герба, который языком символов и аллегорий отражает природные и культурные особенности посёлка Тазовский.
Основная фигура флага — жёлтое (золотое) солнце композиционно заимствовано из герба Тазовского района и, таким образом символизирует территориальное единство и общность интересов двух самостоятельных муниципальных образований.
Белая волнистая полоса указывает на реку Таз, давшую своё имя посёлку. Волнистая полоса также аллегорически символизирует водные ресурсы, играющие важную роль в жизни местного населения.
Элемент национального орнамента (рога) образно указывает на коренное население этих территорий — ненцев и развитое здесь оленеводство.
Жёлтый цвет (золото) — символ богатства, стабильности, уважения и интеллекта. Жёлтый цвет на флаге посёлка Тазовский — аллегория богатства недр Тазовской земли.
Белый цвет (серебро) — символ чистоты, совершенства, мира и взаимопонимания. Белый цвет — цвет северных бескрайних просторов.
Голубой цвет — символ чести, благородства, духовности, возвышенных устремлений.